# حاخام باشي

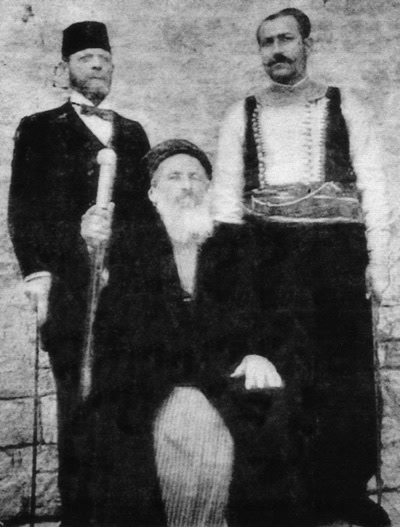
الحاخام الأكبر يعقوب شاول دويك، حاخام باشا مدينة حلب السورية، 1907م.

حاخام باشا (باللغة التركية العثمانية: حاخامباشی، بالتركية: Hahambaşı) هو الاسم التركي الذي يطلق على الحاخام الأكبر في المجتمع اليهودي هناك. في زمن الدولة العثمانية استخدم لقب حاخام باشا للحاخام الأكبر في منطقة ما، كسوريا والعراق على الرغم من أن حاخام باشا الآستانة اعتبر الحاخام الأكبر لجميع يهود الدولة.